# Maison Bergès

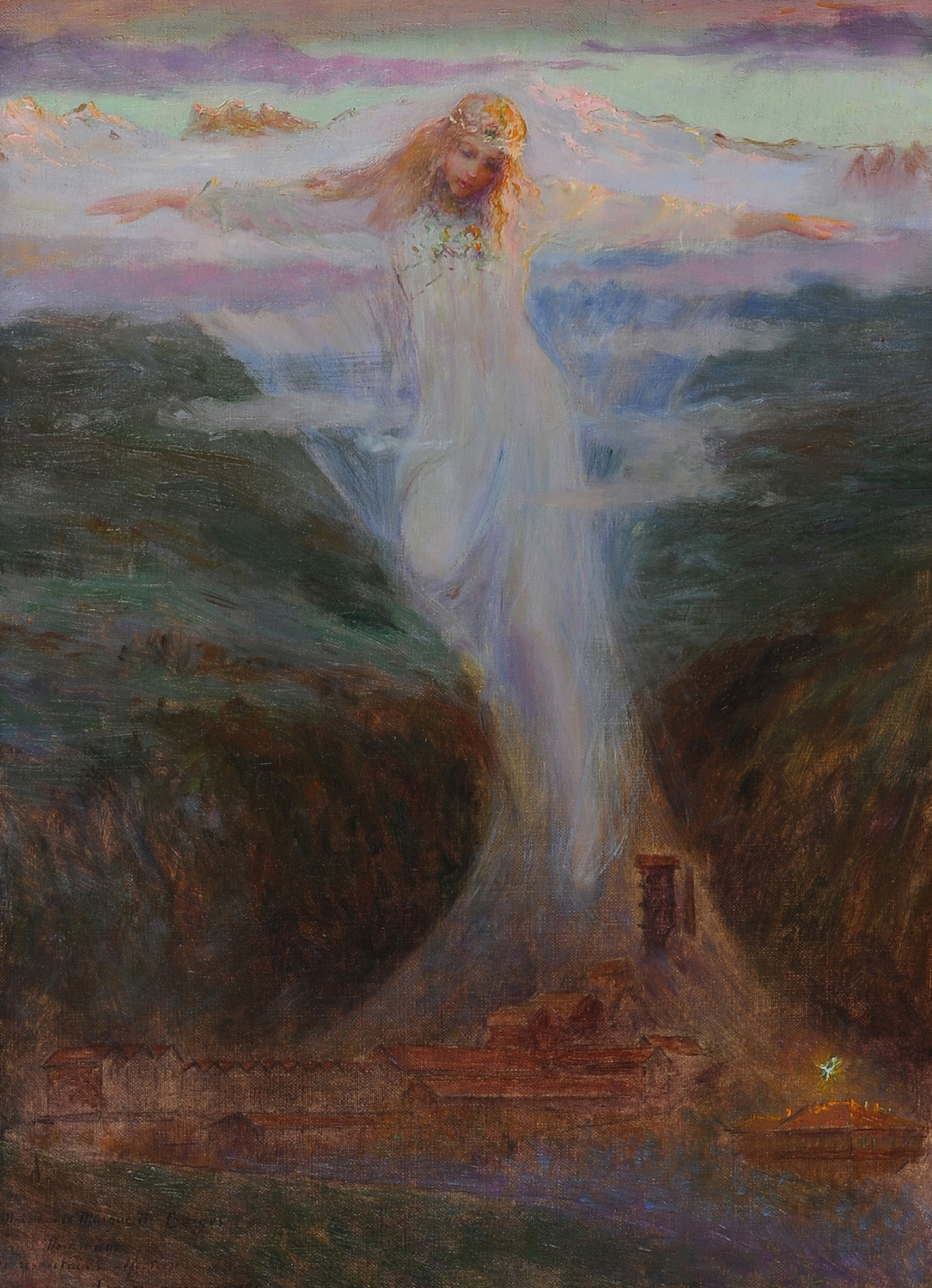
Gaston Bussière, La Houille blanche, huile sur toile, 1902. Coll. Maison Bergès, département de l'Isère

La Maison Bergès - musée de la Houille blanche est un musée appartenant au réseau des musées du département de l'Isère. Située à Lancey (Villard-Bonnot), dans la vallée du Grésivaudan, elle est la demeure familiale de l'ingénieur Aristide Bergès (1833-1904). Dans une architecture au décor éclectique, au pied des anciennes papeteries de Lancey, le musée témoigne des liens entre arts et industrie autour de 1900.

## Une maison à l'architecture éclectique
Lorsqu'Aristide Bergès s'établit à Lancey en 1869, une petite maison de meunier existe déjà sur le site. Ce n'est qu'à l'été 1897, une fois le complexe industriel développé et stabilisé, que la famille Bergès entreprend d'y bâtir une vaste demeure bourgeoise. Le projet d'extension retenu est celui des architectes grenoblois Marius Ricoud (1856-1903) et Joseph Chatrousse (1847-1914). Le décor et l'aménagement sont l’œuvre du cadet de la famille, Maurice Bergès. L'éclectisme est particulièrement frappant dans le hall d'honneur, dans lequel le visiteur est accueilli par une monumentale Allégorie de la Houille blanche, sculpture exécutée par Auguste Davin vers 1910.

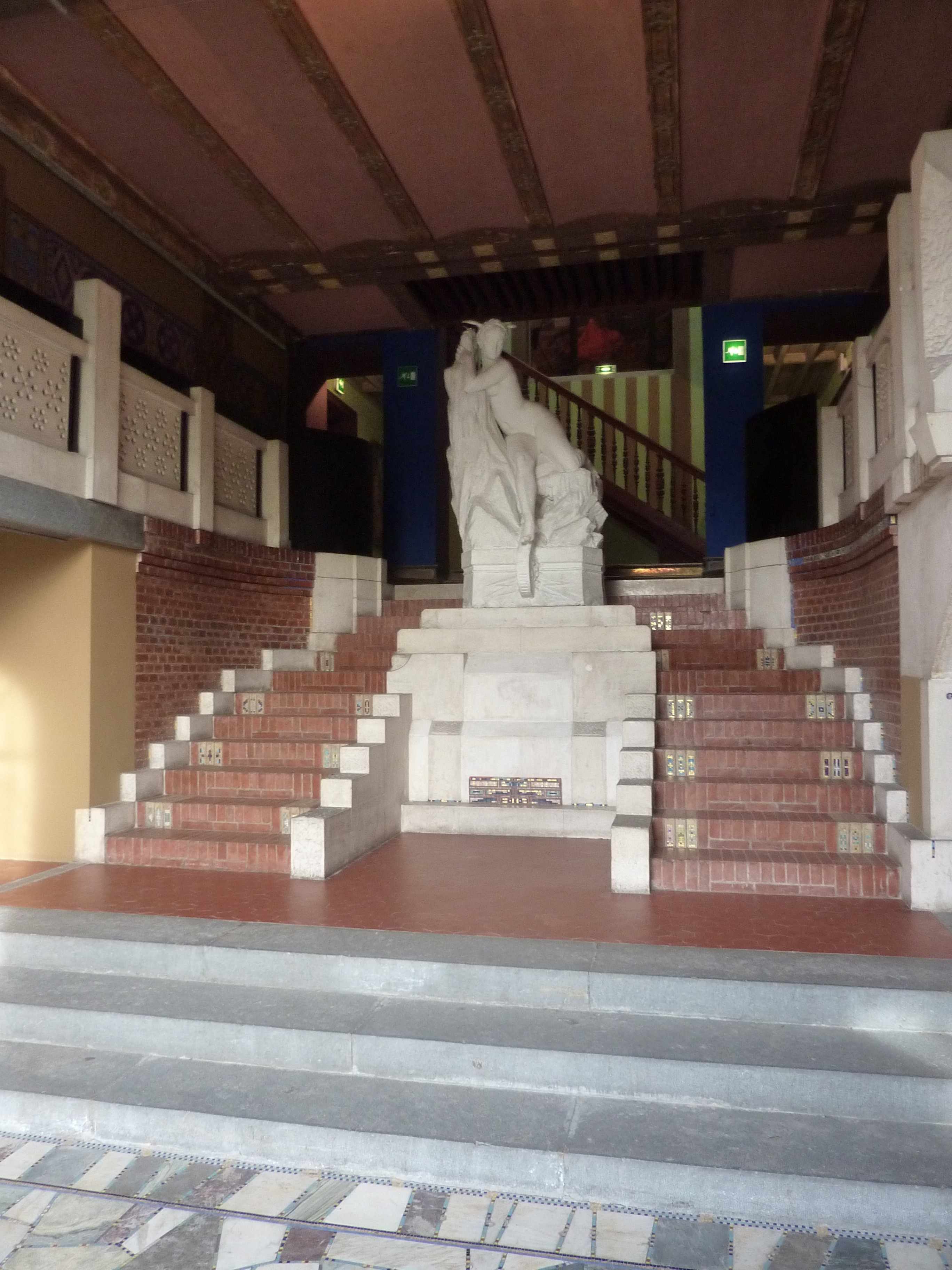
Hall d'honneur

Le site industriel, dont la maison, est partiellement inscrit au titre des monuments historiques par arrêté du 23 juillet 1992.

### Alfons Mucha et les Bergès
Parmi les amis artistes accueillis par la famille Bergès à Lancey, le plus célèbre est certainement le maître de l'Art nouveau, Alfons Mucha. Le visiteur découvre, au 1er étage, la chambre aménagée à l'occasion ses séjours à Lancey en 1902 et 1903.

### Les papiers peints
La Maison Bergès conserve un ensemble unique de papiers peints Art nouveau, toujours en place (au 1er étage).

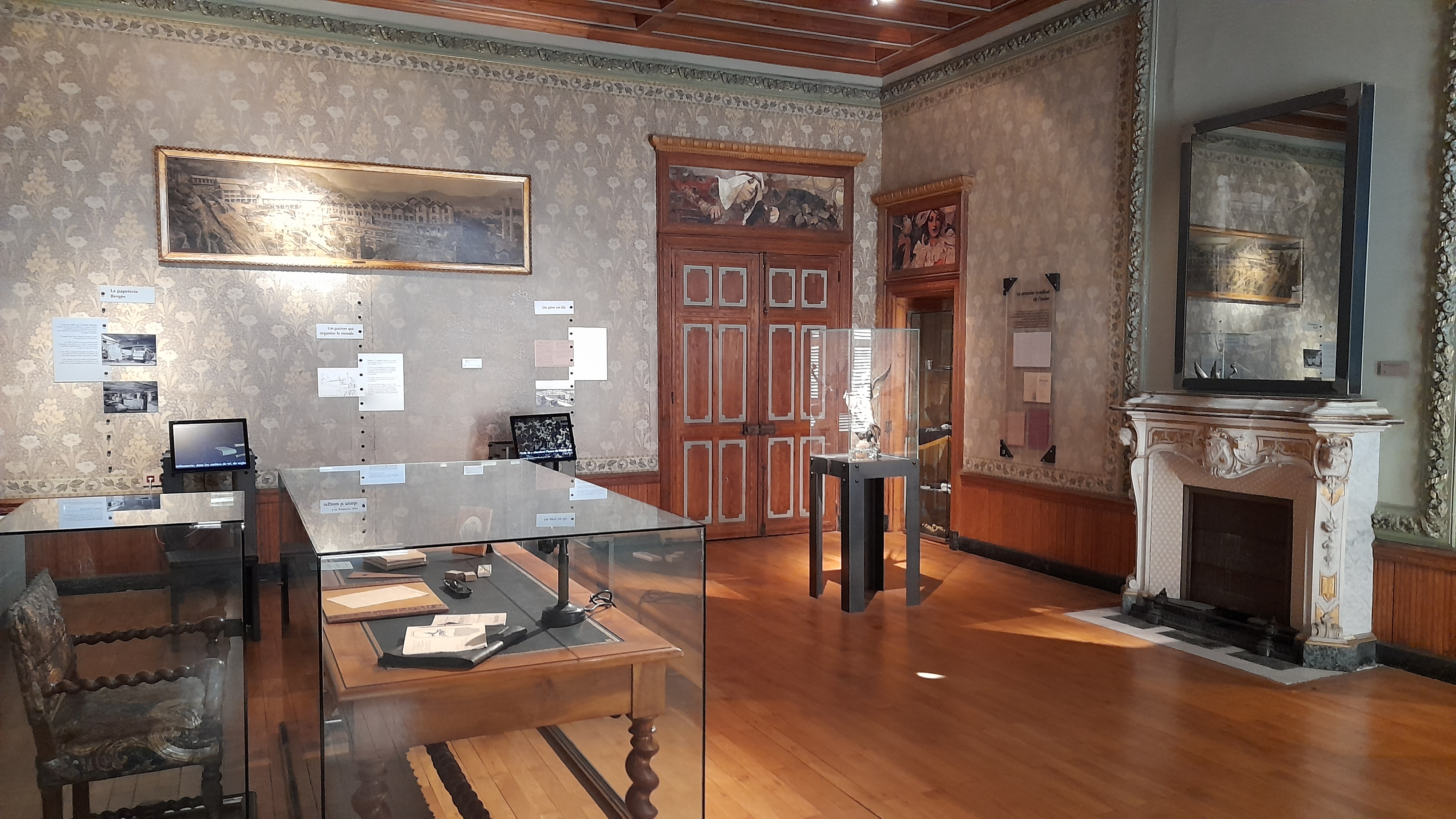
Maison Bergès : bureau d'Aristide Bergès (1er étage)

## Histoire du musée
Dès la disparition d'Aristide Bergès, en 1904, ses enfants (en particulier Marguerite et Maurice) vont avoir le souci d'immortaliser l’œuvre paternelle en conservant précieusement les papiers et souvenirs de l'épopée de la houille blanche. À l'issue de l'Exposition internationale de la houille blanche de 1925 (Grenoble, 1925), qui présentait un petit pavillon consacré à Aristide Bergès, les éléments hydrauliques exposés (turbines) ainsi que l'œuvre de Giuseppe Chiattone (La Houille blanche en deuil d'Aristide Bergès, marbre, 1910) trouvent place dans le parc de la maison de Lancey.
Le site abrite ainsi, dans les dépendances, un musée associatif : le musée de la Houille blanche. Acquis par le département de l'Isère en 2000, l'ensemble fait l'objet d'un vaste projet de réhabilitation qui aboutit à l'ouverture de la Maison Bergès rénovée, en juin 2011.

### Collections et archives Bergès
La Maison Bergès conserve des collections techniques et artistiques, illustrant l'histoire des papeteries et de l'hydroélectricité dans le Grésivaudan, ainsi que le goût de la famille Bergès pour les arts et l'architecture au tournant des XIXe et XXe siècles.
Les archives Bergès constituent un fonds précieux (lettres, correspondances, plans, dessins, plaques de verre). Le musée conserve également la bibliothèque ainsi que la collection d'estampes réunies par la famille Bergès.

## Expositions temporaires
- La Papet' de 1869 à nos jours. Regards sur l'usine de Lancey, 2012-2013
- Recadrages. Des entreprises en mouvement 1991-2013, 2013-2014
- D'une vallée à une autre : le Grésivaudan en 1968, 2014-2015
- Grenoble 1925. Eloge de la modernité : l'Exposition internationale de la Houille blanche et du Tourisme, 2016 (en lien avec le Musée Dauphinois)
- Chorégraphies nocturnes. Photographies de Jadikan, 2016-2017
- Animaux en folie par Jérôme Bayet, 2017-2018
- Alfons Mucha et les Bergès, une amitié, 2018-2019
- Papier peint, tout un art !, 2019
- Cappiello ou l’art publicitaire, 2020
- Des forêts du Vercors aux papiers de Lancey, 2021
- Architectures de papier, 2021-2022 (une exposition de la Cité de l'architecture et du patrimoine)
- Jardins. La Belle Époque !, 2022